# Márton Moyses
Márton Moyses (n. 20 aprilie 1941, Aita Mare, Covasna, România – d. 13 mai 1970, Baraolt, Covasna, România) a fost un poet, disident anticomunist din Transilvania.

## Viața
Márton Moyses s-a născut la Aita Mare, crescut de tată sas și mamă maghiară. Tatăl, Frigyes Moyses, a murit în 1945, după care mama a întreținut familia, în condiții foarte sărace. Márton a avut doi frați mai mari, Frigyes și Piroska, și o soră mai mică, Éva. Mama, născută Piroska Péterfi, a murit în 1954, după care Márton și Éva au fost întreținuți de sora mai mare, Piroska.
Márton a terminat primele șapte clase cu note excelente, după care dirigintele a recomandat familiei ca el să-și continue studiile. În 1955 s-a înscris în liceul din Baraolt. În noiembrie 1956 a fost exmatriculat, dar cu ajutorul profesorilor din liceu a avut posibilitatea de a continua studiile în Liceul Bolyai Farkas din Târgu Mureș. Aici de la început a participat la cercul literar, unde și-a scris primele poezii, pentru care ulterior a fost arestat. În 1959 a promovat bacalaureatul cu rezultate excelente. În 1960 și-a continuat studiile la Universitatea Babeș-Bolyai, specializarea litere.
În 22 noiembrie 1960, la ordinul căpitanului Feigl Vladimir, a fost arestat pentru uneltire contra ordinii sociale prin agitații dușmănoase și a fost condamnat la 2 ani închisoare.
În 21 noiembrie 1962 a fost eliberat și transportat la Aita Mare. În primii ani nu i-a fost permis să părăsească localitatea și a fost obligat să lucreze la colectivul local. În primii ani a cercetat mai multe teme de matematică și fizică; din 1966 a încercat să-și publice cercetările, dar fără succes. În 1966 a scris mai multe scrisori către profesorul D. J. Blohinecev la Institutul Unificat de Cercetări Nucleare, dar în răspuns a fost rugat să-și publice cercetările prin instituțiile din România, dar din România nu a primit răspunsuri. În următorii ani a încercat să ia legătura cu mai multe instituții de cercetare, a încercat să înregistreze câteva invenții la Oficiul de Stat pentru Invenții, a încercat să obțină poziția de secretar la școala locală dar peste tot a fost refuzat.

## Activitatea împotriva sistemului
În timpul Revoluției Ungare din 1956, împreună cu încă trei tineri (Benjámin Bíró, Csaba József și János Kovács) a încercat să treacă granița cu Ungaria, dar s-au rătăcit și au fost nevoiți să se întoarcă. Ca urmare toți patru au fost exmatriculați, și pedepsiți pentru această faptă. Cu ajutorul profesorilor el a reușit să-și continue studiile la Liceul „Bolyai Farkas” din Târgu Mureș unde a participat la cercul local literar, unde a început să scrie poezii și s-a împrietenit cu Szokoly Elek, cu care a purtat o corespondență, până la arestarea lui. Prin această corespondență și-a exprimat părerea despre sistemul politic, și a trimis câteva poezii anti sistem. Această corespondență a fost urmărită de autoritățile interne și în primul rând pe baza acestei corespondențe și pentru poeziile „Mâine va fi revoluție”, „Reacția roșie și neagră”, „Discuție cu moartea” în 22 noiembrie 1960 a fost arestat la Universitatea Babeș-Bolyai.

## Procesul și închisoarea
Interogările au început din 23 noiembrie 1960 și au continuat până la proces. Acestea au fost conduse de Ioan Tîrlea. În această perioadă, Moyses,a fost închis la Târgu Mureș.
Primul proces a fost în 13 iulie 1961, unde sub președinția lui Maniu Traian în 14 iulie a fost condamnat la 7 ani de închisoare. În cadrul procesului au fost luate în seamă numai faptele incriminatoare, nu a fost luat în seamă nici apărarea lui Moyses nici starea lui de sănătate psihică, nici faptul că toate cele spuse sau scrise de el au fost cunoscute doar de maxim 2-3 persoane, și toate aceste critici anti sistem erau doar teorii, fără planuri de realizare a lor. În 15 iulie 1961 această decizie a fost atacată de avocatul lui Moyses.
Apelul a fost înregistrat în 15 august 1961, sub președinția lui Pál Macskási la Tribunalul Cluj, și a fost stabilit termen pe data de 14 septembrie. Moyses a fost trimis în spitalul din Văcărești pentru stabilirea stării de sănătate psihică, unde a fost reținut până în 3 decembrie 1961 iar procesul a fost amânat. În 12 decembrie tribunalul a constatat că Moyses este în stare gravă atât fizic cât și psihic (în aceste șase luni s-a întâmplat cu el ceva foarte grav) și a fost trimis înapoi la Văcărești. Procesul a fost tergiversat, dar la presiunea familiei a fost stabilit termen pe 28 iunie 1962. În acest proces pe baza acelorași dovezi ca la primul proces, fără nici o completare semnificativă, pedeapsa a fost stabilită la 2 ani de închisoare.
În perioada după al doilea proces și eliberare a fost închis la Cluj și Gherla. În 28 septembrie 1962 cu o ață și-a tăiat limba, care la locul faptei a fost recusută de personalul medical fără anestezie. În 21 noiembrie 1962 a fost eliberat și transportat la Aita Mare.

## Autoincendierea
În 13 februarie 1970, vineri, cu un an după martiriul lui Jan Palach în Praga și lui Sándor Bauer din Budapesta, a mers la sediul partidului comunist din Brașov, s-a udat cu benzină și și-a dat foc. După trei luni, pe 13 mai 1970, a murit în spitalul din Baraolt. Din ordinul Securității nu a avut parte de nici un ajutor medical. Securitatea a confiscat toate pozele și scrierile lui.
În 1 februarie 1969 în Revista Literară din Paris a apărut o listă cu tineri care au ales moartea prin autoincendiere, ca modalitate de protest împotriva invaziei din Cehoslovacia. Această listă a fost completată cu alte persoane care au ales moartea prin autoincendiere ca protest împotriva represiuni.
- 12 septembrie 1968 - în Varșovia, Ryszard Siwiec, poet
- 16 ianuarie 1969 - în Praga, Jan Palach, 21 de ani, student
- 20 ianuarie 1969 – în Pilzen, Josef Hlavaty, 25 de ani, muncitor
- 20 ianuarie 1969 - la Budapesta, Bauer Sándor, 17 ani, elev, mecanic auto
- 21 ianuarie 1969 – în Znojmo, Josef Jaros, 19 ani, tractorist
- 22 ianuarie 1969 – în Brno, Miroslav Malinka, 22 ani, muncitor
- 22 ianuarie 1969 – în închisoarea din Leopoldovo, Frantisek Bogyi, prizonier
- 23 ianuarie 1969 – în Levice, Jan Gabor, 22 de ani, șomer;
- 24 ianuarie 1969 – în Bratislava, Emanuel Sopko, 23 de ani mecanic
- 24 ianuarie 1969 - în Praga, Jan Zajíc, 19 ani, elev
- 9 aprilie 1969 - în Jihlava, Evzen Plocek, 40 de ani, tehnician
- 13 februarie 1970 - la Brașov, Moyses Márton, 29 de ani, poet
- 2 martie 1989 - la Brașov, Liviu Cornel Babeș, 46 de ani, electrician

În 2002 a apărut un film documentar maghiar-român despre Márton Moyses, regizat de Katyi Antal. Filmul a câștigat marele premiu la festivalul de film din Lakitelek în 2004, la categoria film documentar.